# Urban Hjärne

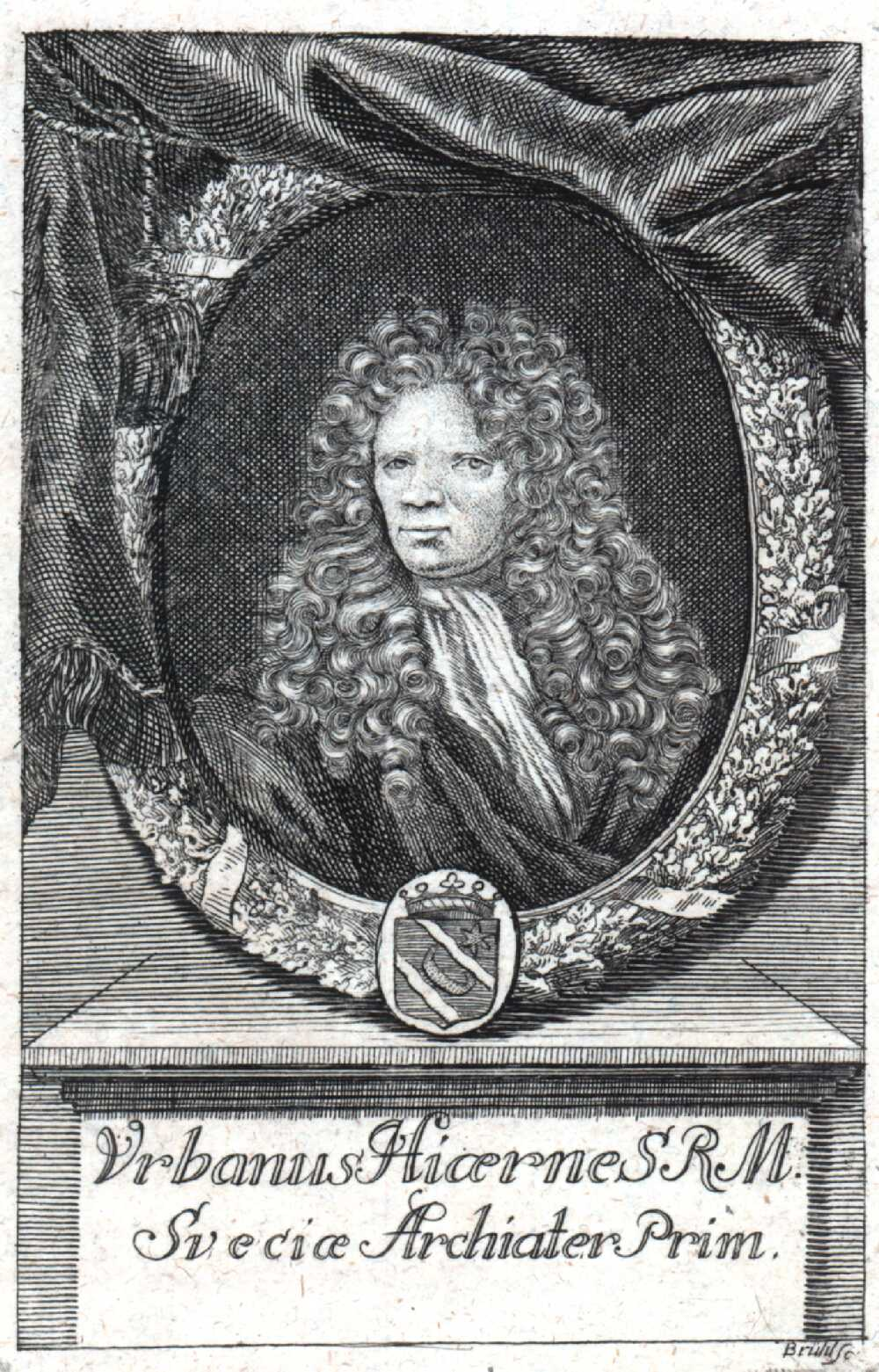
Urban Hjärne.
Kopparstick av Elias Brenner.

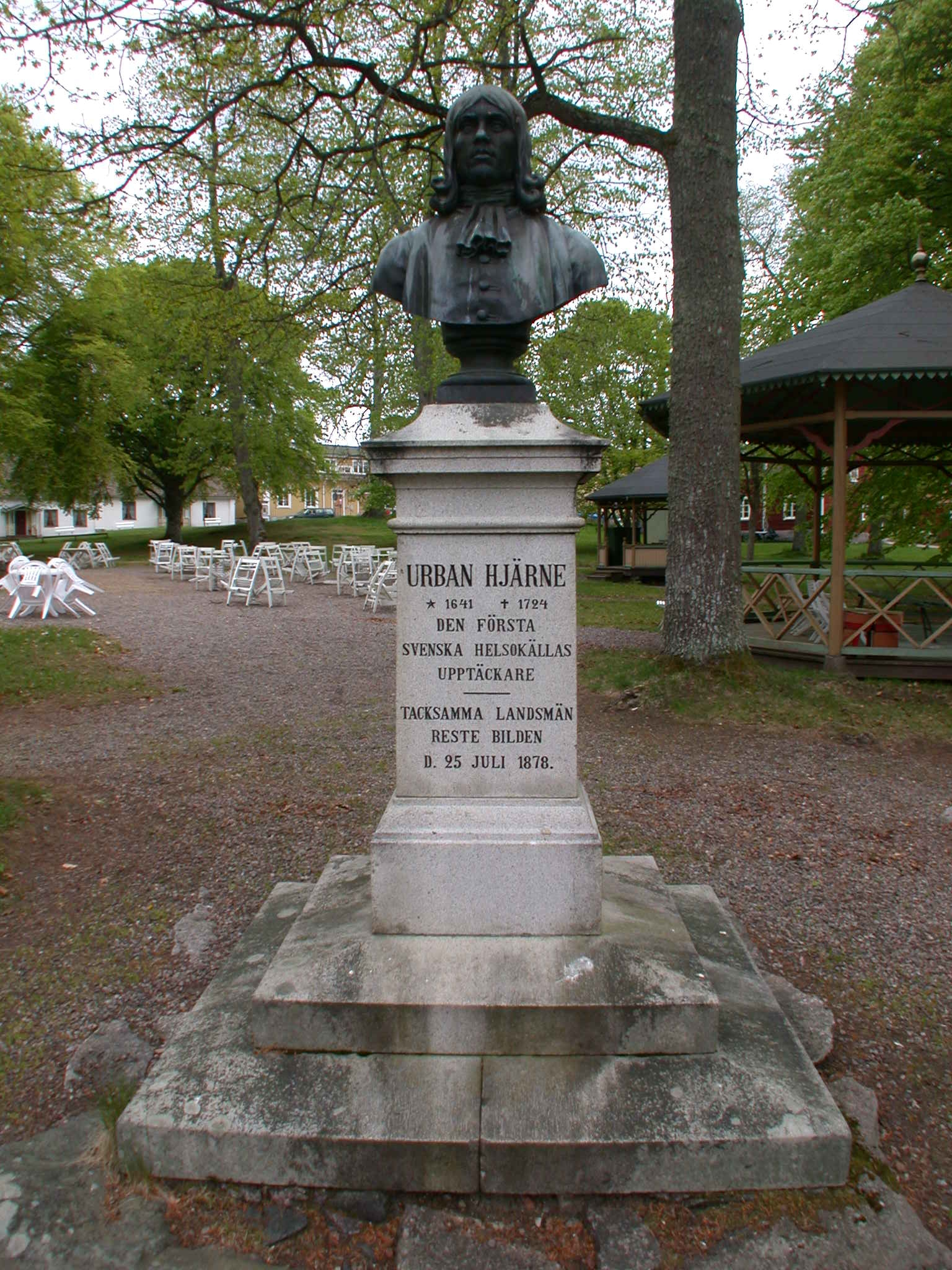
Byst av Urban Hjärne, Medevi brunn.

Urban Hjärne, född 20 december 1641 i Skvorits, Ingermanland i dagens Ryssland, död 10 mars 1724 i Stockholm, var en svensk läkare, författare och naturforskare. Hjärne är känd för att ha grundat Sveriges första hälsobrunn i Medevi, för sina insatser att stoppa häxprocesserna i Stockholm under häxhysterin 1668–1676 samt för att ha skrivit vad som brukar betraktas som den första svenska romanen: Stratonice.

## Biografi
Urban Hjärne var son till kyrkoherden Erland Jonsson (Erlandus Jonæ) Hiärne och Christina Schmidt. Han växte upp i den lilla staden Nyen med det svenska fästet Nyenskans strax öster om nuvarande Sankt Petersburg. Fadern dog redan år 1654, då Hjärne var 13 år, och lämnade inte någon förmögenhet åt änkan och barnen. En dag kom ryktet till Nyenskans att ryssarna var i antågande. Den 13-årige Hjärne gömde sig nere i lastrummet på en skuta, och först när fartyget var ute på öppna sjön klev han fram. Ombord upptäckte han några bekanta, och i sällskap med dem kom han fram till Narva, där han hade en morbror. Senare kom modern och syskonen efter dit. Sommaren 1656 gav han sig av till Sverige med endast tre koppardalrar på fickan, och anlände till Strängnäs, där hans far hade studerat i sin ungdom, och där hans farbror skulle vara bosatt. Men 15-åringens förhoppningar blev grusade: ingen av dem han träffade kom ihåg hans far, och ingen hade heller hört talas om hans farbror.
Hjärne studerade först vid gymnasiet i Strängnäs, där han fick bo hos rektorn som sedan också gav honom tillfälle att förtjäna sitt uppehälle genom sockengång i Vingåker. Kläder och böcker skaffade han sig genom att ge lektioner i teckning och tyska språket. Hjärne studerade senare vid universitetet i Dorpat, men på grund av krig flydde han till Sverige, och började studera medicin i Uppsala 1658 där han blev lärjunge till Olof Rudbeck d.ä. och Petrus Hoffvenius, vilka han stödde i den cartesianska striden. Han var under en tid greve Claes Totts livläkare i Riga, men reste till Holland 1667. Under flera år besökte han norra Europas ledande forskningscentrum för medicin, och invaldes i Royal Society. 1670 blev han medicine doktor i Angers, Frankrike, med avhandlingen De obstructione lacteorum vasorum et glandularum mesenterii. År 1678 fann han i Medevi norr om Motala den mineralhaltiga källa han länge sökt. Medevi brunn blev under Hjärnes ledning den plats dit de förnäma kretsarna sökte sig för medicinering, rekreation och inte minst nöje. Han anlade där ett lasarett med 200 platser samt en kyrka.

## Diktning
Hjärne anses ha varit den som införde den bukoliska diktningen till Sverige, samt konstprosan. Redan under studietiden började Hjärne författa romaner, av vilka den självbiografiska Stratonice (1666–1668) var en herdeskildring som handlar om hans försök att förföra den tolvåriga adelsdamen Margareta Bielke. Stratonice blev den första romanen på svenska språket.
Av hans verk finns även tragedier och poem bevarade. Rosimunda, som också handlar om Margareta Bielke, är den första regelrätta tragedin som författats i Sverige.  Stycket bygger på den gamla longobardiska hjältesagan om Rosamunda, som dräper sin make kung Alboin efter det att han dödat hennes fader kung Kunimund och tvingat henne att dricka ur en bägare, som var gjord av faderns huvudskål.
Rosimunda uruppfördes i Uppsala 1665 med Karl XI i publiken. Hjärnes pjäser uppfördes senare även i Lejonkulan och i bollhuset vid Slottsbacken. Sven Stolpes åsikt är att Rosimunda "bör förbigås med en diskret tystnad", vilket också blivit fallet inom litteraturhistorien.[källa behövs]

## Vetenskaplig verksamhet
Efter Hjärnes insatser i hydroterapin vid Medevi var han en berömd man, och han lät anlägga fler kurorter, bland annat i Sätra brunn. Hans upptäckter och behandlingsmetoder finns bevarade i flera skrifter, i vilka han visar stark påverkan av Paracelsus och alkemin. Hjärne blev i och med detta Sveriges första inhemske kemist, och anlitades av Bergskollegium som extra ordinarie assessor. 1684 inrättades Laboratorium chymicum (Kemiskt laboratorium) med kungens egna medel vid Bergskollegium, där Hjärne blev ordinarie assessor. Samma år blev han förste livmedikus hos Karl XI, och året därefter hos änkedrottningen Hedvig Eleonora.
Hjärne, som började bli en förmögen man, lät även iordningställa ett privat laboratorium på Kungsholmen, i vilket han skapade egna läkemedel med hemliga recept, vilka han 1692 fick tillstånd att sälja. Elexir amarum Hjärneri såldes länge på apoteken. Vid sitt laboratorium skapade han även träfernissa.
Efter all framgång inom kemin och anatomin, började Hjärne sysselsätta sig med att nedteckna sin naturlära, men arbetet skulle inte helt fullbordas. 1702 var emellertid ett manuskript till en allmän naturlära i stort sett klar, men det publicerades endast styckvis. Den bygger på den platonska hermetismen i paracelsisk tradition, med elden och saltet som världens urkraft och urämne. Hans beundran för Paracelsus tog sig även uttryck i att han försvarade denne mot von Block i ett publicerat tal (1709), där han även erkänner sig till Pythagoras, kabbala och magi.
I egenskap av assessor vid Bergskollegium gjorde sig Hjärne bemärkt genom att han var en av ekologins pionjärer, och var övertygad om att växter väljer växtplats efter betingelser i jorden. Hans teorier om jordytans förändring var banbrytande, även om han var bibeltrogen.
Urban Hjärne gjorde en omfattande kartläggning av jordkast, underliga förflyttningar av mark ett flertal meter, genom att 1694 fråga allmänheten efter information. Han nedtecknade 16 olika händelser som inträffat mellan 1598 och 1706.

## Häxprocesserna
Mest känd är nog Hjärne för sina insatser under häxprocesserna i Stockholm 1676. Efter att inledningsvis ha förespråkat tortyr, ändrade han uppfattning, när en av de dömda häxorna, Malin Matsdotter, brändes levande på bål, och insåg att det rörde sig om masshysteri och inte om trolldom. Han var emellertid själv övertygad om möjligheten att djävulen skulle kunna göra sådana saker med människan och att blåkullafärder förekom, vilket framkommer av hans anteckningar. Denna omsvängning var han heller inte ensam om, utan delades av en stor grupp i trolldomskommissionen. Bland andra kaplanen Eric Noraeus hade redan tidigare kämpat för ett humanare och mera rättssäkert förfarande.

## Ålderdom
3 januari 1689 adlades han med bibehållet namn och introducerades vid Riddarhuset samma år. Bland hans sista berömda gärningar var rättstavningsstriden mot Jesper Swedberg, som blev så hätsk att landets censor fick ingripa. 1720 tog Hjärne med ålderns rätt avsked från alla poster, och förlänades titeln landshövding. De sista åren av hans liv präglades av religiösa grubblerier.
Han var gift tre gånger. Första hustrun var Maria Svahn (d. 1690). Efter två år som änkling gifte han 1692 om sig med Catharina Bergenhielm, Johan Bergenhjelms dotter med Christina Stigzelia Lilljemarck, och 1703 med Elisabeth Cederström. Med dessa hustrur fick han 26 barn. Han begravdes med sina hustrur i Bromma kyrka.
Mellan Urban Hjärnes födelseår och hans yngste sons dödsår var det inte mindre än 164 år. Denne son, Gustav Adolf Hjärne, som föddes när fadern var 74 år gammal, blev greve och riksråd och dog år 1805, vid 90 års ålder.

## Hjärneska gravkoret

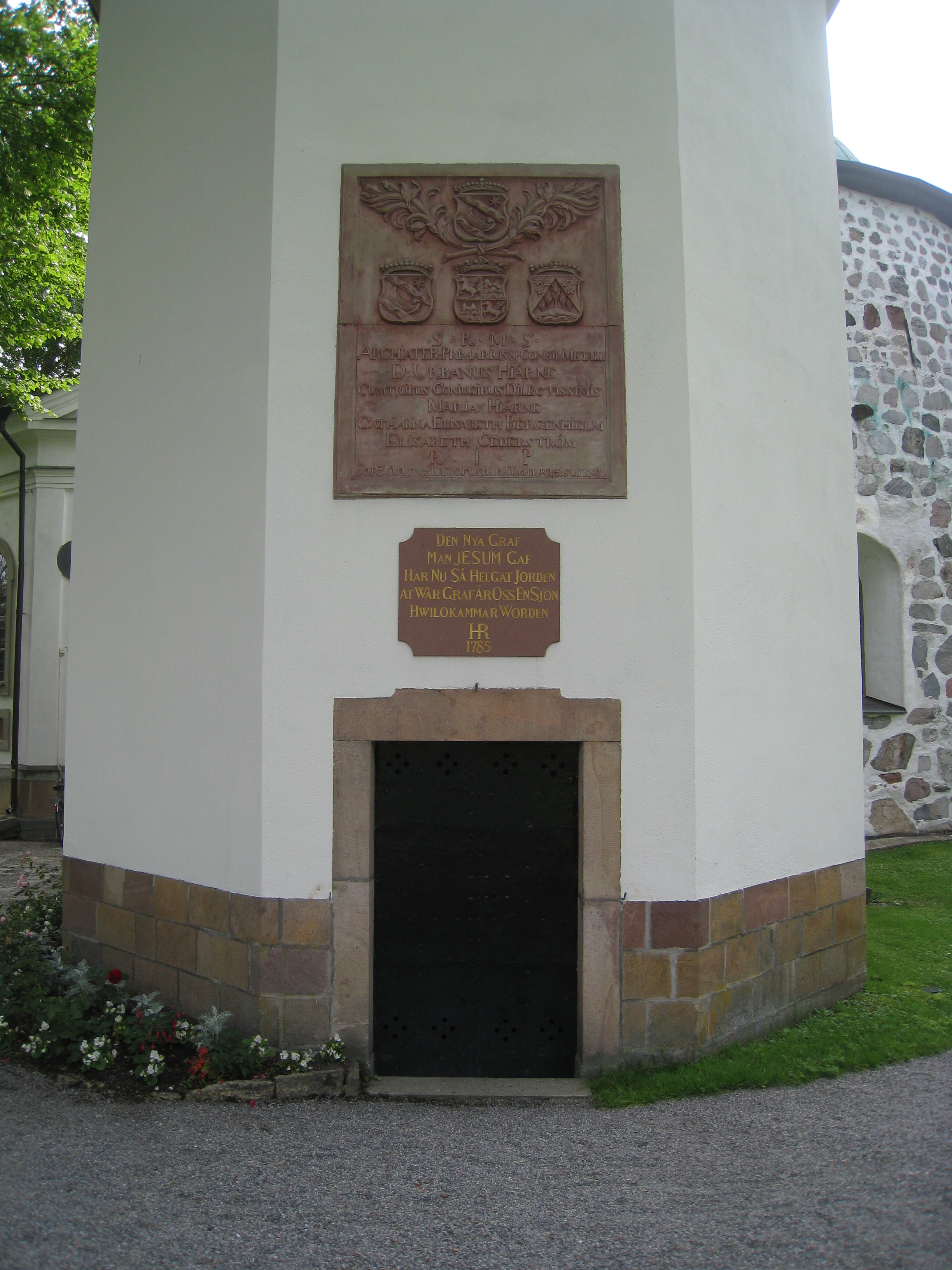
Hjärneska gravkoret i Bromma kyrka.

Ovanför Hjärneska gravkorets dörr hänger en minnestavla av järn. Den talar om att tre släkter, nämligen den Hjärneska, den Bergenhielmska och den Cederströmska, har medlemmar begravda i koret. Sextiotre män och kvinnor har sedan år 1703 fått sina vilorum här.
Vid Bromma kyrka byggdes ätten Hjärnes gravkor mot sakristians nordsida omkring år 1700. Ungefär trettio år senare uppfördes det nuvarande koret. Det byggdes som gravkor för friherre ätten Stierncrona. Urban Hjärnes gravkor har i norr en plåtdörr, som leder ned till ett rum med gravplatser i golvet och ett mindre kolumbarium. Ovanför porten till Hjärneska gravkoret finns en järntavla, som talar om att tre släkter har fått sina vilorum här. De tre släkterna är den Hjärneska, den Bergenhielmska och den Cederströmska. Vid trappan till Hjärneska gravkoret fanns ett vackert krucifix från början av 1700-talet, det hängde omgivet av två stora epitafier. Till höger hängde en serafimerordensdräkt med hatt och kappa. Den användes av Urban Hjärnes son riksrådet Gustaf Adolf Hjärne, som levde mellan 1715 och 1805.

## Gatunamn och annan kuriosa
I Stockholm på Kungsholmen finns Hjärnegatan och är uppkallad efter Urban Hjärne. Gatan fick sitt namn 1889 och ingår i kategorin "fosterländska och historiska namn". Urban Hjärne hade såsom läkare och naturforskare en medicinalväxtträdgård och ett kemiskt laboratorium på det som senare blev Serafimerlasarettets område på Kungsholmen.
I Bromma i stadsdelen Bromma Kyrka finns en väg som heter Urban Hjärnes Väg, och är uppkallad efter Urban Hjärne. Vägen fick sitt namn 1924, och det var för hans anknytning till Bromma kyrka, där Hjärne ligger begravd i Hjärneska gravkoret tillsammans med sina tre hustrur och många barn och barnbarn.
Även i Motala och Strängnäs finns gator uppkallade efter honom. I Motala sträcker sig Urban Hjärnes från Drottninggatan till Vätterpromenaden. I Strängnäs är Urban Hjärnes väg en relativt kort väg som löper parallellt med Södertäljevägen som infart till en vårdcentral och ett äldreboende.
Enligt Stockholms gatunamn har han författat följande "dietiska regel": Min gosse, vakta dig för tre ting - för gamla horor - för rött vin - för nya doktorer..

## Bibliografi över digitaliserade verk

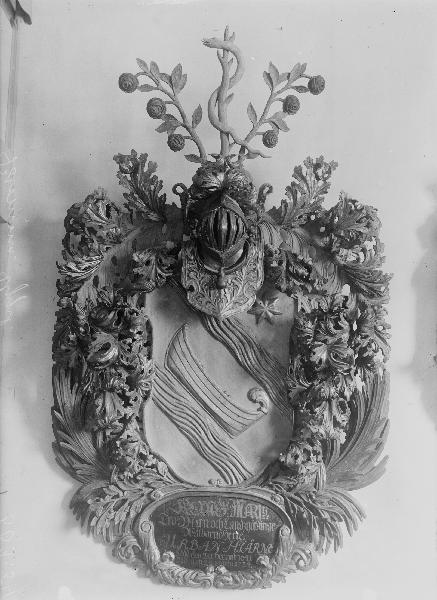
Urban Hjärnes begravningsvapen i Bromma kyrka.